# Christopher Vohrer
Christopher Vohrer (* 27. Oktober 1827 in Helenendorf, heute Göygöl; † 1916) war ein deutscher Siedler und Winzer in Aserbaidschan.
1846 legte Christopher Vohrer einen Weingarten auf einem Hektar seiner Wirtschaft in Helenendorf, heute Göygöl an. 1862 gründete Christopher Vohrer eine Winzerei "Christopher Vohrer" für die Produktion von Wein und anderen Spirituosen in Helenendorf. 1870 wurde die eigentliche Stammfirma mit vier Söhnen als "Christopher Vohrer und Söhne" gegründet. Christopher Vohrer bildete ein breites Netz von Lagern und Vertretungen im gesamten Russischen Reich.
1892 baute er eine Kognakfabrik in Helenendorf.
Er besaß später insgesamt 30 Weinkeller in Aserbaidschan. Die Weinkeller in Helenendorf sind bis heute erhalten. Der größte Weinkeller befand sich in Elizabethpol, heutige Gəncə.
1892 übergab Christopher Vohrer seinen Besitz an seine Söhne. Sein Unternehmen firmierte fortan unter "Gebrüder Vohrer", welches über das "Handelshaus der Gebr. Vohrer" bis zum Ausbruch des Ersten Weltkrieges jährlich ca. 350.000 Liter Wein verkaufte.
Aus Akten des Historischen Archivs Russlands ist ersichtlich, dass der Grundbesitz der Vohrers Familienwirtschaften 1917 in das Eigentum der Aktiengesellschaften „Zakafkazskoye vinodelia“ und „Juznoe vinodelie“ mit einem Grundkapital von 4 bzw. 3 Millionen Rubel überführt wurde.
1916 war die Vohrer Bierbrauerei im Gebiet Elizabethpol die einzige Brauerei mit einer Produktion von 42.000 Litern.
Nach der Eroberung der Demokratischen Republik Aserbaidschans durch die Sowjetunion wurden aus dem Besitz Christopher Vohrer Sowchosen geschaffen.